# Tepenycia (przystanek kolejowy)
Tepenycia (ukr. Тепениця) – przystanek kolejowy w pobliżu miejscowości Tepenycia, w rejonie korosteńskim, w obwodzie żytomierskim, na Ukrainie. Położony jest na linii  Kijów – Korosteń – Sarny – Kowel.